# 河野清丸

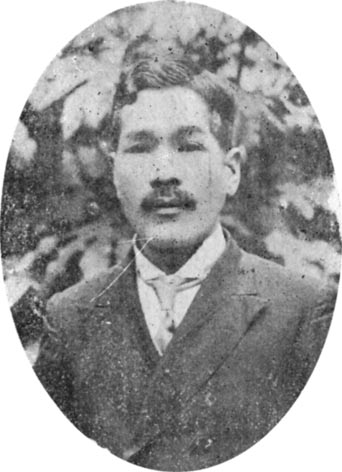
河野清丸

河野 清丸（こうの きよまる、1873年（明治6年）3月3日 - 1942年（昭和17年）8月21日）は、日本の教育学者。

## 経歴
愛媛県周桑郡周布村（現在の西条市）出身。1891年（明治24年）、愛媛県師範学校に入学。卒業後、高等小学校訓導、校長を務めた。1903年（明治36年）、愛媛県立商業学校助教諭に転じ、文部省師範学校中学校高等女学校教員検定試験に合格して、同校教諭となった。1906年（明治39年）、東京帝国大学文科大学哲学科選科に入学し、吉田熊次のもとで教育学を学んだ。またそのかたわら大成中学校修身科講師を務めた。1910年（明治43年）に卒業し、また高等学校卒業試験にも合格して、文学士となった。1911年（明治44年）に日本女子大学校教授となり、附属豊明小学校の主事を兼ねた。
1921年（大正10年）に大日本学術協会主催の講演会で八大教育主張の1つの「自動教育論」を提唱した。

## 著作
- 『教育大意』（目黒書店、1911年）
- 『活動的修養法 手と人格』（建文館、1911年） 加藤貞次郎と共著
- 『個性研究児童と其の境遇』（目黒書店、1912年）
- 『モンテツソリー教育法と其応用』（同文館、1914年）
- 『自動主義最新教授論』(日本学術普及会、1914年)
- 『モンテツソリー教育法真髄』（北文館、1915年）
- 『自動教育法の原理と実際』（両円社、1916年）
- 『創作本位 綴方教授の具体的研究』（文教書院、1920年）
- 『矛盾解決 教育上の論争』（東京宝文館、1922年）
- 『自動教育論』（内外出版、1923年）
- 『児童教育学概論』 （東京堂書店、1925年）
- 『ヘーベルリンの批判的教育思想』 （広文堂、1925年）
- 『宗教的教育論』（南光社、1928年）
- 『革新的修身教育原論』 （南光社、1933年）
- 『宗教的人格教育論』 （南光社、1936年）